# Рајхскомесаријат Дон-Волга
Рајхскомесаријат Дон-Волга био је цивилни окупациони режим  нацистичке Немачке о коме се расправљало током раних фаза немачког планирања окупације територија у Совјетском Савезу, једном од неколико других Рајхскомесаријата. У немачким документима се такође помиње као једноставно Dongebiet („територија Дона“).
Требало је да се протеже отприлике од Азовског мора до Волшке Немачке Републике, области без икаквих природних граница, економског јединства или хомогеног становништва. Његов главни град је требао да буде Ростов на Дону. Дитриха Клагеса, министра-председника Брауншвајга, предложио је нацистички вођа Алфред Розенберг за свог Рајхскомесара.
Иако је првобитно било предвиђено пет окупационих режима за совјетске територије под немачком контролом, Рајхскомесаријат Дон-Волга је на крају одбачен јер није имао конкретан политички циљ и зато што су немачке власти одлучиле до друге половине маја 1941. да ограниче број административних јединица које је требало основати на истоку до четири.  На Розенбергов предлог, њена територија је подељена између Рајхскомесаријата Украјина и Рајхскомесаријата Кавказа, што је прихватио Адолф Хитлер. Други извори наводе да њена територија покрива 55.000 км2 и да укључује само територију која је касније додата Рајхскомесаријату Украјина, укључујући њену евентуално планирану Генералбезирке Ростов, Вороњеж и Саратов.